# Yunus Şencay
Yunus Şencay (sinh 4 tháng 2 năm 1997) là một cầu thủ bóng đá Thổ Nhĩ Kỳ thi đấu ở vị trí tiền vệ cho Gaziantepspor.

## Sự nghiệp chuyên nghiệp
Yunus ra mắt chuyên nghiệp cho Gaziantepspor trong trận thua 4-1 trước Antalyaspor ngày 2 tháng 6 năm 2017.